# 武墩街道
武墩街道，是中华人民共和国江苏省淮安市清江浦区下辖的一个乡镇级行政单位。2018年12月1日设立，以原武墩镇的王庄、普墩、武墩3个村委会区域为武墩街道行政区域。武墩街道办事处驻武墩村境内，办公地址为武林路1号。原武墩镇的王桥、唐庄、严集、三闸、高坝5个村委会区域为和平镇行政区域。区划代码改为 。

## 行政区划
武墩街道下辖以下地区：
武墩社区、普墩村、王庄村、三闸村、唐庄村、严集村和王桥村。
成雨